# 32768 Alexandripatov
32768 Alexandripatov este un asteroid din centura principală de asteroizi.

## Descriere
32768 Alexandripatov este un asteroid din centura principală de asteroizi. A fost descoperit pe 5 septembrie 1983 la Observatorul de Astrofizică din Crimeea de Liudmila Juravliova. Asteroidul prezintă o orbită caracterizată de o semiaxă mare de 2,28 ua, o excentricitate de 0,26 și o înclinație de 4,2° în raport cu ecliptica.